# Kick
Kick é o sexto álbum de estúdio da banda australiana INXS, lançado a 19 de Outubro de 1987.
O mais bem-sucedido álbum do grupo, Kick recebeu o certificado de platina sêxtupla pela Recording Industry Association of America (RIAA) e chegou à terceira colocação da Billboard 200. Além disso, teve quatro singles no top 10 dos Estados Unidos: "New Sensation", "Never Tear Us Apart", "Devil Inside" e "Need You Tonight", este último chegando à primeira posição da Billboard Hot 100.

## Faixas
Todas as faixas por Michael Hutchence e Andrew Farriss, exceto onde anotado.
1. "Guns in the Sky" – 2:21
2. "New Sensation" – 3:39
3. "Devil Inside" – 5:14
4. "Need You Tonight" – 3:01
5. "Mediate" – 2:36
6. "The Loved One" (Gerry Humphries, Rob Lovett, Ian Clyne) – 3:37
7. "Wild Life" – 3:10
8. "Never Tear Us Apart" – 3:05
9. "Mystify" – 3:17
10. "Kick" – 3:14
11. "Calling All Nations" – 3:02
12. "Tiny Daggers" – 3:29

## Paradas
Álbum
| Parada (1987) | Posição |
| ------------- | ------- |
| Billboard 200 | 3       |

## Créditos
- Garry Gary Beers - Baixo
- Andrew Farriss - Guitarra, teclados
- Jon Farriss - Bateria
- Tim Farriss - Guitarra
- Michael Hutchence - Vocal
- Kirk Pengilly - Guitarra, saxofone, vocal